# Филипински самбар
Филипински самбар или филипински јелен (лат. Rusa marianna) је сисар из реда папкара (Artiodactyla).  

## Опис
Филипински самбар достиже дужину тела са главом од 100-151 cm, висину у раменима 55-70 cm и тежину 40-60 kg. Много је мањи од свог сродника самбара (Rusa unicolor). Тамносмеђе је боје, с` изузетком доње стране репа, која је бела, али познати су примерци са острва Минданао, који су светлије боје. Рогови мужјака су веома мали, обично су дуги 20-40 cm.

## Распрострањење
Ареал врсте је ограничен на мањи број држава. 
Врста је присутна у следећим државама: Гвам (вештачки уведена), Филипини и то острва Лузон, Минданао, Миндоро, Басилан и друга (природно станиште), Микронезија (вештачки уведена) и Маријанска острва (вештачки уведена).

## Станиште
Станишта врсте су шуме и травна вегетација. Врста је по висини распрострањена до 2.900 метара надморске висине. 

## Размножавање
Сезона парења траје од септембра до јануара. Женке рађају једно младунче, које има светле тачке на крзну, које нестају после неколико недеља. Женке формирају крда од до 8 јединки, док мужјаци остају сами и агресивни су. 

## Понашање
Филипински самбар је ноћна животиња (активан је ноћу, а дању мирује). Окупља се на отвореним травнатим површинама у шумама, на којима пасе траву и брсти лишће и воће.

## Угроженост
Ова врста се сматра рањивом у погледу угрожености врсте од изумирања.